# Ton Pentre Association Football Club
Le Ton Pentre Association Football Club est un club gallois de football basé à Ton Pentre, dans le borough de comté de Rhondda Cynon Taf.

## Historique
- 1935 : fondation du club

## Palmarès
- Coupe du pays de Galles
  - Finaliste : 1922